# Ernst Middendorp
Ernst Johannes Middendorp (Freren, 28 ottobre 1958) è un allenatore di calcio ed ex calciatore tedesco, di ruolo attaccante, tecnico del Cape Town Spurs.

## Palmarès

### Allenatore

#### Competizioni nazionali
- Fußball-Regionalliga: 1

Arminia Bielefeld: 1995-1996 (Regionalliga Ovest)
- Coppa del Ghana: 1

Asante Kotoko: 2001
- Coppa del Sudafrica: 1

Kaize Chiefs: 2006